# 서부양털여우원숭이
서부양털여우원숭이(Avahi occidentalis)는 양털여우원숭이의 일종으로 마다가스카르가 원 서식지다. 건조한 낙엽성 숲에서 서식한다. 야행성 동물로 몸무게는 0.7-0.9 kg 정도이다. 초식 생활을 하는 종이다.
서부양털여우원숭이는 일부일처의 짝 그리고 이들의 새끼들과 함께 생활한다.